# Oxiana
Oxiana è la regione che circonda il fiume Amu Darya che scorre lungo il confine settentrionale dell'Afghanistan, separandolo dal Tagikistan e dall'Uzbekistan, prima di svoltare a nord-ovest del Turkmenistan fino al Mar d'Aral. Nei tempi antichi, il fiume era conosciuto come l'Oxus in greco.
Robert Byron scrisse riguardo Oxiana nel suo libro La via per l'Oxiana descrivendo il suo viaggio di dieci mesi in Persia e Afghanistan nel 1933-34. 